# جان جاك روسو (مخرج)
جان جاك روسو هو مخرج بلجيكي، ولد في 16 ديسمبر 1946 في كورسيل في بلجيكا، وتوفي في 5 نوفمبر 2014 في Montigny-le-Tilleul ‏ في بلجيكا.

## وصلات خارجية
- جان جاك روسو على موقع IMDb (الإنجليزية)
- جان جاك روسو على موقع ألو سيني (الفرنسية)
- جان جاك روسو على موقع أول موفي (الإنجليزية)
- جان جاك روسو على موقع قاعدة بيانات الفيلم (الإنجليزية)
- جان جاك روسو على موقع كينوبويسك (الروسية)